# Ralf (piłkarz)
Ralf de Souza Teles (ur. 9 czerwca 1984 w São Paulo) – brazylijski piłkarz grający na pozycji defensywnego pomocnika. Obecnie zawodnik Corinthians.

## Kariera klubowa
Karierę piłkarską Ralf rozpoczął w 2004 w CA Taboão da Serra, którego jest wychowankiem. W 2005 przeszedł do występującego w lidze stanowej Maranhão - SID Imperatriz. Z SID Imperatriz zdobył mistrzostwo stanu Maranhão – Campeonato Maranhense w 2005. W pierwszej połowie 2007 występował w występującym w lidze stanowej São Paulo - XV de Jaú. Dobra gra w XV de Jaú zaowocowała transferem do drugoligowej Gamy. Rok 2008 rozpoczął w Noroeste Bauru, z którego trafił do drugoligowego w Grêmio Barueri. Z Grêmio awansował do Campeonato Brasileiro Série A w 2008.
W lidze brazylijskiej zadebiutował 9 maja 2009 w zremisowanym 1-1 meczu ze Sportem Recife. Dobra gra w Grêmio zaowocowało transferem do Corinthians Paulista przed sezonem 2010. W Corinthians zadebiutował 21 stycznia 2010 w wygranym 2-1 meczu ligi stanowej São Paulo z Bragantino Bragança Paulista. Dotychczas w lidze brazylijskiej rozegrał 77 spotkań, w których strzelił 4 bramki.

## Kariera reprezentacyjna
10 sierpnia 2011 w przegranym 2-3 meczu z Niemcami Ralf zadebiutował w reprezentacji Brazylii.